# Villongo
Villongo es una localidad y comune italiana de la provincia de Bérgamo, región de Lombardía, con 7.770 habitantes.

## Evolución demográfica
| Gráfica de evolución demográfica de Villongo entre 1861 y 2001 |
|                                                                |
| Fuente ISTAT - elaboración gráfica de Wikipedia                |